# Cuerda tendinosa
Las cuerdas tendinosas (chordae tendineae) son estructuras de tejido conectivo que a modo de cuerdas conectan los músculos papilares a la válvula tricúspide y a la válvula mitral del corazón. Están formadas por colágeno, elastina y células endoteliales. Su función es evitar que las válvulas eviertan durante la sístole ventricular.

## Estructura
El corazón contiene diferentes válvulas que impiden el reflujo de la sangre en sentido inverso a la corriente principal. Las cuerdas tendinosas se unen a las válvulas auriculoventriculares, que son las que separan las aurículas de los ventrículos. Existen dos válvulas auriculoventriculares, la mitral que separa el ventrículo izquierdo de la aurícula izquierda, y la tricuspide que separa el ventrículo derecho de la aurícula derecha. La válvula mitral está formada por dos valvas o velos que pueden compararse a las hojas de una puerta doble, mientras que la tricuspide dispone de tres valvas. Las cuerdas tendinosas se disponen a modo de tirantes que unen estos velos a los músculos papilares situados en la pared de los ventrículos. Otras válvulas del corazón como la válvula aórtica y la válvula pulmonar tienen una estructura diferente y no disponen de cuerdas tendinosas.

## Función

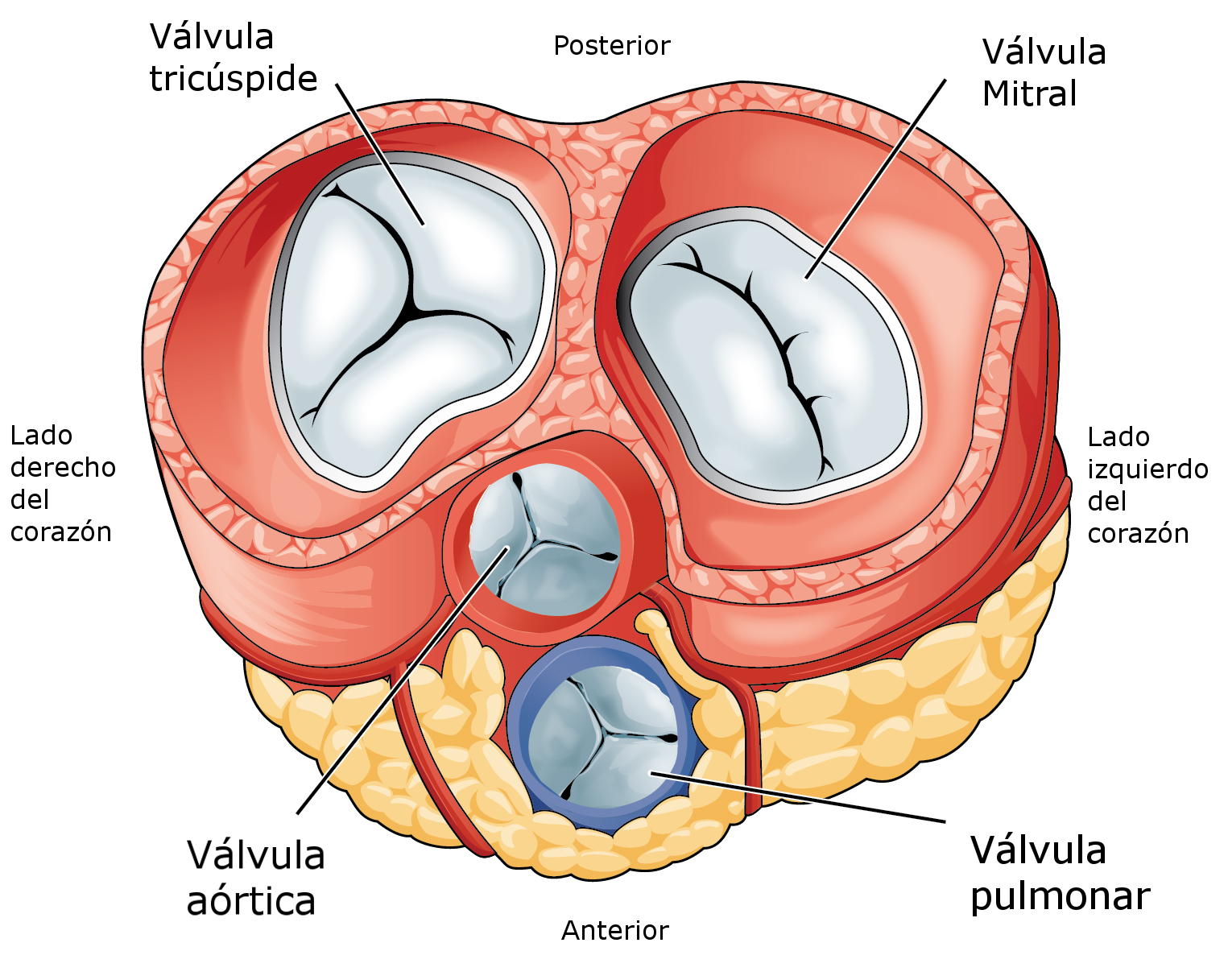
Imagen del corazón en la que se han retirado las aurículas y los grandes vasos. Son visibles las válvulas aórtica, pulmonar, mitral y tricúspide

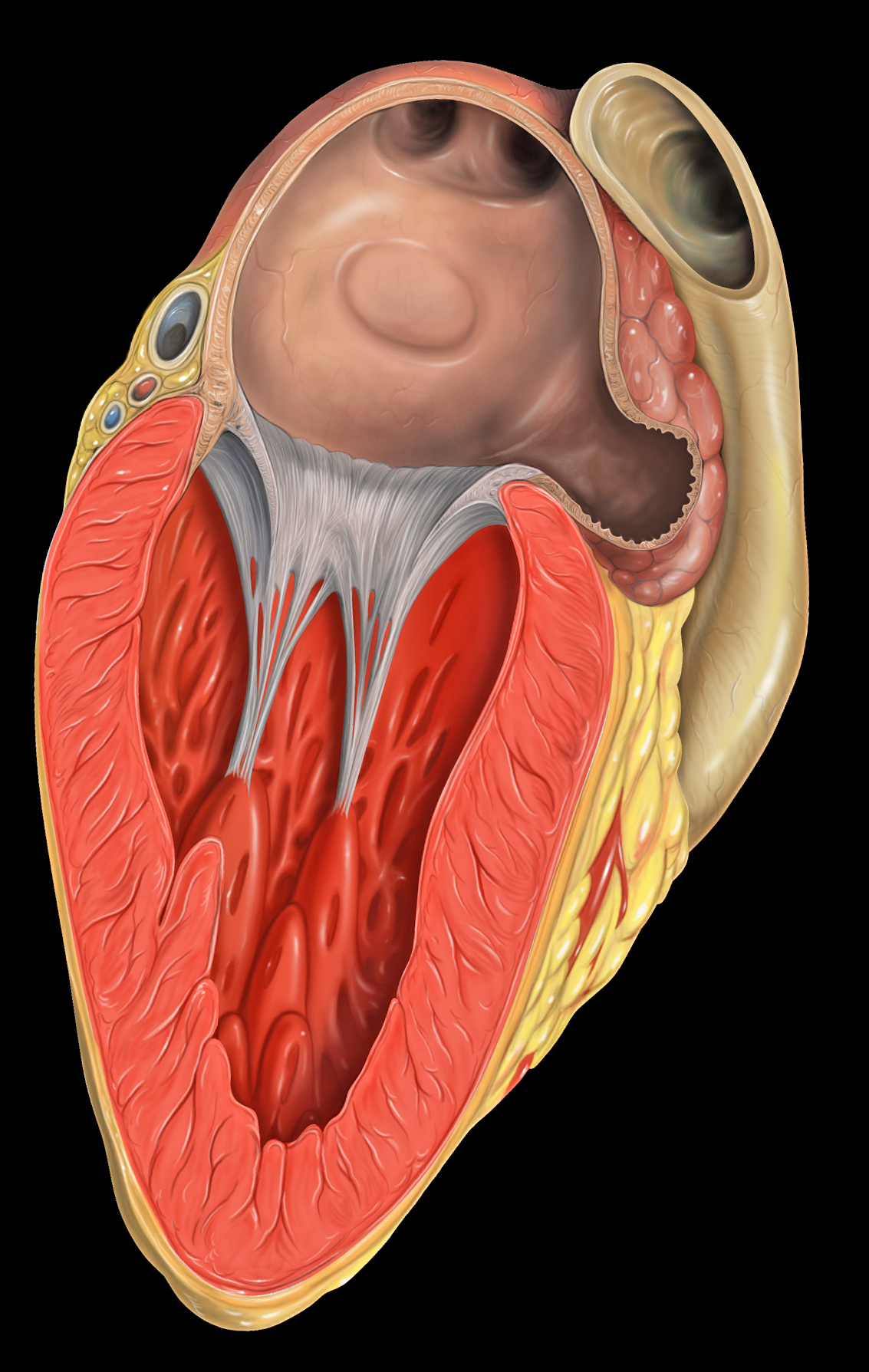
Imagen del corazón izquierdo, puede verse la aurícula izquierda, el ventrículo izquierdo, la válvula mitral y sus cuerdas tendinosas.

Durante la contracción de los ventrículos o sístole ventricular, las cuerdas tendinosas se tensan, las valvas de las válvulas mitral y tricúspude se cierran impidiendo que la sangre retroceda hacia las aurículas.
Durante la contracción auricular, la sangre fluye desde las aurículas hacia los ventrículos por un gradiente de presión. Las cuerdas tendinosas se encuentra relajadas y las válvulas auriculoventriculares permanecen abiertas.
Cuando los ventrículos se contraen durante la sístole ventricular, el aumento en la presión sanguínea en ambas cámaras obliga a las válvulas auriculoventriculares a cerrarse simultáneamente, evitando el reflujo de sangre hacia la aurícula. Debido a que la presión sanguínea en las aurículas es mucho menor a la que existe en los ventrículos, las cúspides valvulares tienden a protuir hacia las aurículas, las cuerdas tendinosas al tensarse por la contracción de los músculos papilares previenen este prolapso.

## Rotura de cuerda tendinosa
Si las cuerdas tendinosas de dañan o rompen por algún motivo, o se produce parálisis de alguno de los músculos papilares que son los que la mantiene la cuerda a tensión, la sangre podría regurgitar hacia la aurícula durante la contracción ventricular, lo que dificultaría considerablente la función impulsora del corazón, produciéndose insuficiencia cardíaca, en algunos casos grave. Esta situación tiene lugar a veces tras un infarto agudo de miocardio que provoca disfunción del músculo papilar y/o rotura de cuerda tendinosa, presentándose insuficiencia mitral y riesgo de edema agudo de pulmón.

## Tendón de Todaro
El tendón de Todaro es el tendón de la válvula de la vena cava inferior (válvula de Eustaquio). Está situado en uno de los vértices del triángulo de Koch. En el ápice del triángulo de Koch se localiza el nodo atrioventricular.